# Vitrac (Dordogne)
Vitrac ist eine französische Gemeinde mit 857 Einwohnern (Stand 1. Januar 2022), gelegen im Département Dordogne in der Region Nouvelle-Aquitaine. Die Bewohner nennen sich Vitracois.

## Geographie
Die Gemeinde Vitrac liegt an der Dordogne in der Landschaft Périgord Noir, ungefähr sieben Kilometer südlich von Sarlat-la-Canéda und etwa 70 Kilometer südöstlich von Périgueux sowie 60 Kilometer südwestlich von Brive-la-Gaillarde. Die Gemeinde besteht aus zwei Ortsteilen: Vitrac Bourg, verteilt auf kleineren Hügeln, und Vitrac Port, direkt an der Dordogne gelegen.

### Nachbargemeinden
|       | Sarlat-la-Canéda                            |                 |
| Vézac | Kompassrose, die auf Nachbargemeinden zeigt | Carsac-Aillac   |
| Domme |                                             | La Roque-Gageac |

## Geschichte
Von 1998 bis 2010 war Vitrac Sitz des Gemeindeverbandes Périgord Noir. Nach deren Fusion mit der Communauté de communes du Sarladais wanderte der Sitz nach Sarlat-La-Canéda.

## Einwohnerentwicklung
| Jahr      | 1962 | 1968 | 1975 | 1982 | 1990 | 1999 | 2006 | 2018 |
| Einwohner | 570  | 550  | 622  | 631  | 743  | 768  | 831  | 809  |

## Sehenswürdigkeiten

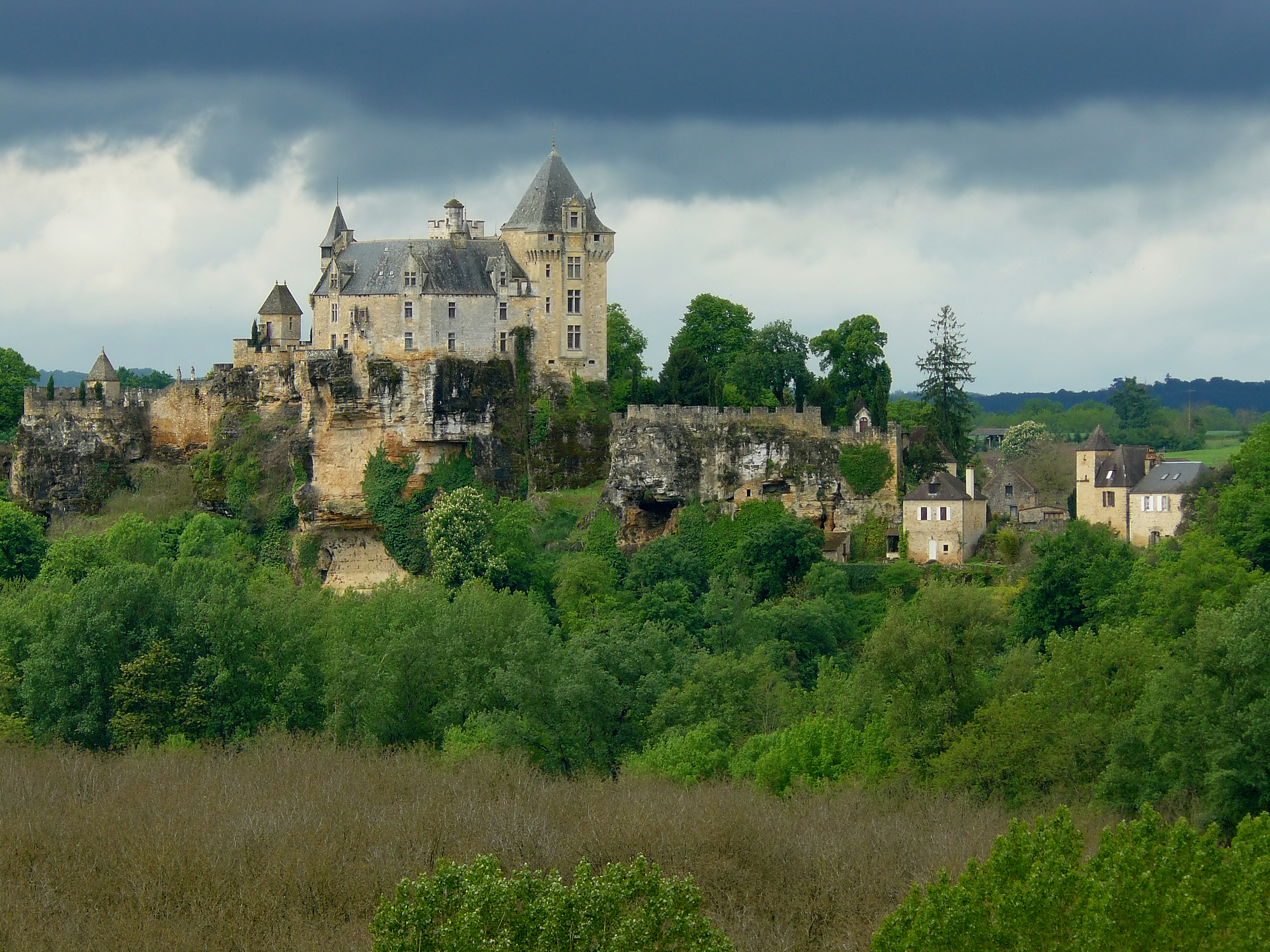
Schloss Montfort

- Schloss Montfort
- Pierre du Diable